# Paragnetina kansensis
Paragnetina kansensis és una espècie d'insecte plecòpter pertanyent a la família dels pèrlids.

## Hàbitat
En el seu estadi immadur és aquàtic i viu a l'aigua dolça, mentre que com a adult és terrestre i volador.

## Distribució geogràfica
Es troba a Nord-amèrica: els Estats Units (Alabama, Arkansas, Florida, Geòrgia, Illinois, Indiana, Kansas, Louisiana, Missouri, Mississipi, Carolina del Nord i Carolina del Sud).